# Thierhaupten
Thierhaupten település Németországban, azon belül Bajorországban. Lakosainak száma 4143 fő (2023. december 31.).

## Népesség
A település népessége az elmúlt években az alábbi módon változott:
| Lakosok száma | 904  | 1764 | 1958 | 3786 | 3860 | 3939 | 3995 | 4027 | 4083 | 4143 |
|               | 1875 | 1950 | 1975 | 1987 | 2012 | 2014 | 2016 | 2017 | 2021 | 2023 |